# Gössenheim
Gössenheim es un municipio situado en el distrito de Meno-Spessart, en el estado federado de Baviera (Alemania), con una población, a finales de 2016, de unos 1179 habitantes.
Se encuentra ubicado al noroeste del estado, en la región de Baja Franconia, cerca de la orilla del río Meno -un afluente directo del río Rin- y de la frontera con el estado de Hesse.
A principios del siglo VII, la zona de Main-Wern estaba bajo dominio del Imperio Merovingio y los colonos francos se habían establecido aquí en gran número. Así surgió en el valle del Wern una población mixta de alamanes, turingios, warnos y francos.
Históricamente, Gössenheim tuvo su primera mención documentada en el año 788, cuando el conde Manto y su hermano Megingoz donaron sus propiedades en Veringewe (Werngau), Heselere (Heßlar), Tüngide (Thüngen), Binzufeld (Binsfeld), Haholtesheim (Halsheim), Steti (Stetten), Büthult (Büchold) y Gysenheim (Gössenheim) a la Abadía de Fulda.
El Homburg (en realidad "Hohenberg" -Montaña Alta-, un castillo) fue construido a principios de la década de 1170 por los Señores de Hohenberg, quienes eran ministeriales de Würzburg. Por herencia, pasó a la familia Bickenbach en 1381. En 1469, la comunidad, junto con el Homburg y los lugares circundantes, fue vendida al Principado-Obispado de Würzburg.
Gössenheim fue, hasta aproximadamente 1870, un pueblo fortificado cuyo núcleo estaba protegido al este, norte y oeste por un muro anular, parte del cual aún se conserva hoy en día. Gössenheim se encuentra ahora en la carretera federal 27, entre Karlstadt y Hammelburg, y pertenece al área local del centro menor de Gemünden en la región de Würzburg.
El principal punto de referencia de Gössenheim es el imponente, aunque ruinoso, Homburg. Muy conocido mucho más allá de los límites del área local es el festival de cantantes que, durante los últimos 50 años, ha tenido lugar en el Homburg el lunes de Pentecostés, atrayendo visitante de cerca y de lejos. Incluso el vino elaborado con las uvas cultivadas en los nuevos viñedos lleva el nombre de la ruina :"Gössenheimer Homburg".